# San Buenaventura (Messico)
San Buenaventura è una municipalità del Messico, situato nello stato di Coahuila, il cui capoluogo è la località omonima.